# The Picturebooks
The Picturebooks ist eine deutsche Rock-Band aus Gütersloh.

## Geschichte
Die Band gründete sich im Jahre 2009 und bestand zunächst aus dem Sänger und Gitarristen Fynn Grabke, dem Bassisten Tim Bohlmann und dem Schlagzeuger Philipp Mirtschink. Fynn Grabke ist der Sohn von Claus Grabke, der mehrfach deutscher Meister im Skateboarden war und später als Sänger der Bands Eight Dayz, Thumb und Alternative Allstars wirkte. Für die Picturebooks ist Claus Grabke als Manager und Produzent aktiv. Noch im Gründungsjahr wurde die Band vom in Berlin ansässigen Plattenlabel Noisolution unter Vertrag genommen, die dann das Debütalbum List of People to Kill veröffentlichte. Nach Konzerten im Vorprogramm von The (International) Noise Conspiracy, Taking Back Sunday oder Millencollin. Ein Jahr später folgte das zweite Werk Artificial Tears. Die Band spielte beim Reeperbahn Festival, dem Omas Teich Festival und beim Olgas Rock.
Kurze Zeit später stieg Bassist Tim Bohlmann aus, da er sich ein anderes Leben vorstellte. Die Musiker sind heute noch eng mit Bohlmann befreundet. Fynn Grabke und Philipp Mirtschink entschlossen sich als Duo weiterzumachen und dachten kurzzeitig über eine Änderung des Bandnamens nach. Weil die Picturebooks zu diesem Zeitpunkt bereits international aktiv waren, wurden diese Pläne verworfen. Anschließend reisten die beiden Musiker durch die USA und ließen sich zu einer musikalischen Kurskorrektur inspirieren. 2012 spielte die Band beim Greenville Festival. Das dritte Studioalbum Imaginary Horse erschien im Jahre 2014. Die Picturebooks beim Riot Fest und ein Jahr später bei den Festivals Rockavaria und Rock im Revier. Die Picturebooks wurden daraufhin vom deutschen Plattenlabel Another Century unter Vertrag genommen, die im Jahre 2017 das vierte Studioalbum Home Is a Heartache veröffentlichte.
Am 8. März 2019 wurde das fünfte Studioalbum The Hands of Time veröffentlicht. Bei dem Lied You Can’t Let Go tritt Chrissie Hynde von den Pretenders als Gastsängerin auf. Im Musikvideo für das Titellied ist Refused-Sänger Dennis Lyxzén zu sehen. Für das Frühjahr 2020 wurde eine Nordamerika-Tournee im Vorprogramm von Volbeat angekündigt, die jedoch wegen der COVID-19-Pandemie abgesagt werden musste.

## Stil
Die ersten beiden Alben, die die Picturebooks noch als Trio veröffentlichte, waren musikalisch eine Mischung aus Indie-Rock und Garage Rock. Nach dem Ausstieg von Tim Bohlmann wandte sich die Band dem frühen Blues zu. Eine musikalische Besonderheit der Band ist, dass Schlagzeuger Philipp Mirtschink an seinem Instrument keine Becken verwendet. Für die Höhen werden Perkussionsinstrumente verwendet. Fynn Grabke wiederum spielt seine Gitarre nach Gefühl und gibt zu, keine Akkorde spielen zu können.

## Diskografie

### Studioalben
- 2009: List of People to Kill
- 2010: Artificial Tears
- 2014: Imaginary Horse
- 2017: Home Is a Heartache
- 2019: The Hands of Time
- 2021: The Major Minor Collective
- 2024: Albuquerque

### Musikvideos
- 2010: I´m Drawing Hearts on Your Jeans
- 2014: Your Kisses Burn Like Fire
- 2014: PCH Diamonds
- 2014: Sun and Sands
- 2015: E.L.I.Z.A.B.E.T.H.
- 2016: The Rabbit and the Wolf
- 2017: Zero Fucks Given
- 2017: I Need That Oooh
- 2018: Howling Wolf
- 2019: The Hands of Time
- 2019: Electric Nights
- 2020: KillHer
- 2020: You Can’t Let Go (feat. Chrissie Hynde)
- 2021: Here’s to Magic (feat. Dennis Lyxzén)
- 2021: Corrina Corrina (feat. Neil Fallon)
- 2021: Rebel (feat. Lzzy Hale)
- 2021: Holy Ghost (feat. Jon Harvey)
- 2021: Catch Me If You Can (feat. Chris Robertson)
- 2021: Too Soft to Live and Too Hard to Die (feat. Elin Larsson)